# Sicydium punctatum
Sicydium punctatum és una espècie de peix de la família dels gòbids i de l'ordre dels perciformes.

## Morfologia
- Els mascles poden assolir 8 cm de longitud total.[4][5]

## Hàbitat
És un peix de clima tropical (22 °C-27 °C) i demersal.

## Distribució geogràfica
Es troba a l'Atlàntic occidental central: Veneçuela, Dominica, Jamaica, Martinica, Puerto Rico, Trinitat i Tobago, i Panamà.

## Observacions
És inofensiu per als humans.